# Непланирано венчање
Непланирано венчање (енгл. The Wedding Planner) америчка је романтична комедија из 2001. године. Режију потписује Адам Шанкман, по сценарију Мајкла Елиса и Памеле Фолк. Главне улоге тумаче Џенифер Лопез и Метју Маконахи.

## Радња
Организаторка венчања Мери Фиоре је радохоличарка и најбоља у свом послу у целој Калифорнији. Приватно је усамљена и опоравља се од неуспешне везе. Једног дана на улици доживи незгоду, а у помоћ јој прискочи млади наочити лекар Стив Едисон.
Мери је на први поглед очарана и зна да је то мушкарац из њених снова, а чини се да се и он осећа слично. Након што заједно проведу романтично вече, Мери открива поразну чињеницу да је Стив већ верен. Да ствари буду горе, његова је вереница Фран, тренутно најважнија Мерина клијенткиња која жели гламурозно венчање.
О успеху тог венчања зависи и њена каријера. Мери је разочарана, али одлучи да свој посао одради професионално до краја. Ипак, како су Стив и она присиљени да проводе заједно пуно времена, обоје све теже обуздавају осећања.

## Улоге
| Глумац          | Улога            |
| --------------- | ---------------- |
| Џенифер Лопез   | Мери Фиоре       |
| Метју Маконахи  | Стив Едисон      |
| Бриџет Вилсон   | Фран Донели      |
| Џастин Чејмберс | Масимо Лензети   |
| Џуди Грир       | Пени Николсон    |
| Алекс Роко      | Салватор Фиоре   |
| Џоана Глисон    | госпођа Донели   |
| Чарлс Кимбро    | господин Донели  |
| Фред Вилард     | Базил Сент Мозли |
| Лу Мајерс       | Берт Вајнберг    |
| Франсес Беј     | Доти             |
| Кевин Полак     | др Џон Дожни     |
| Кети Наџими     | Џери             |